# Васильевское (Калининский район)
Васи́льевское — село в Калининском районе Тверской области. Относится к Михайловскому сельскому поселению.
Расположено в 17 км к северу от Твери, на реке Ведемья. За рекой — деревня Орудово, дальше к северу — посёлок Васильевский Мох.

## История
В середине XVI века в Васильевском находились две деревянные церкви — Василия Великого и мученицы Параскевы. Доподлинно известно, что в нач. XVIII века здесь была возведена новая деревянная церковь в честь Василия Великого. В 1784 году на месте старого деревянного обветшавшего храма было начато возведение каменной церкви с тем же посвящением. В 1802 году церковь св. Василия Великого с приделом Сергия Радонежского была отстроена и освящена. Однако колокольня при храме оставалась стоять старая деревянная.
В 1816 году прихожане обратились с прошением о постройке новой каменной колокольни. Проект колокольни был составлен тверским архитектором А. Трофимовым. Осенью следующего года строительство пришлось остановить — 9 сентября случился большой пожар, уничтоживший не только старую деревянную колокольню, но и почти все дома в селе, а также десять деревянных церковных лавок и деревянный забор вокруг храма. Кроме того, в огне сгорели пять глав на новой церкви. Возведение отдельно стоящей каменной колокольни возобновилось в 1818 году. 14 апреля 1823 года новый пожар уничтожил западную паперть, деревянные крыши южной паперти и алтаря. В 1826 году колокольня была построена, территория храма обнесена каменной оградой.
В 1837 году началось строительство трапезной с теплыми приделами — южным в честь Архангела Михаила и северным в честь святителя Митрофана Воронежского. Строительство велось на средства церковного старосты, зажиточного крестьянина Михаила Даниловича Камелова, и было закончено в 1844 году. В 1842 году роспись холодной церкви Василия Великого была поновлена.
Старинное русское село. В Списке населенных мест 1859 года значится владельческое село Васильевское с православной церковью, 238 дворов с 1775 жителями. В середине XIX-начале XX века село центр Васильевской волости, крупнейший населённый пункт Тверского уезда. Известный центр гвоздарного промысла. В 1882 году в Васильевском было 61 кузница, в которой работало 488 кузнецов, 1 маслобойня, 1 тележная и 4 сапожных мастерских, 4 мясных, 7 молочных, 1 рыбная, 4 скобяных лавки, 3 постоялых двора, двуклассное министерское училище. По воскресеньям и четвергам в селе были базары. По имени села назван болотный массив Васильевский Мох, который в свою очередь дал название соседнему посёлку торфоразработчиков Васильевский Мох.

## Население
| 1859 | 1886  | 1997 | 2002 | 2010 |
| ---- | ----- | ---- | ---- | ---- |
| 1775 | ↘1390 | ↘247 | ↘194 | ↘182 |

## Достопримечательности
- Церковь Василия Великого (1802)[2][8].